# Мокрий Двур (Нижньосілезьке воєводство)
Мокрий Двур (пол. Mokry Dwór) — село в Польщі, у гміні Сехниці Вроцлавського повіту Нижньосілезького воєводства.
Населення — 315 осіб (2011).
У 1975-1998 роках село належало до Вроцлавського воєводства.

## Демографія
Демографічна структура станом на 31 березня 2011 року:
|          | Загалом | Допрацездатний вік | Працездатний вік | Постпрацездатний вік |
| -------- | ------- | ------------------ | ---------------- | -------------------- |
| Чоловіки | 154     | 8                  | 134              | 12                   |
| Жінки    | 161     | 20                 | 112              | 29                   |
| Разом    | 315     | 28                 | 246              | 41                   |